# Josef von Mully

Josef von Mully als GM 1882

Josef Mully Edler von Oppenried (* 11. April 1830 in Wien; † 11. August 1887 ebenda) war ein k.k. Generalmajor und zuletzt Geniedirektor in Olmütz (heute Olomouc, Tschechien).

## Leben und Familie
Josef Mully wurde als Sohn des Kaiserlichen Rates Vinzenz Mully und seiner Frau Barbara geb. Oppenrieder geboren. Am 22. Jänner 1856 heiratete er in Linz  Camilla Dierzer Edle von Traunthal (1834–1908), einer Tochter des Fabriksbesitzers, Kaiserlichen Rates, Handelskammerpräsidenten und Bürgermeisters von Linz Josef Dierzer Edler von Traunthal und seiner Frau Cäcilie geb. Fürlinger.
Das Paar hatte 9 gemeinsame Kinder: Marie (1856–1937, später Likoser Edle von Sprengbrück), Cäcilie (1858–1924, später von Kogutowicz), Rosa (1859–1936, später Edle von Rehberger), Helene (1860–1913, später Hofeneder), Josef (als Baby verstorben), Camilla (1863–1926), Hugo (als Baby verstorben), Emma (1866–1929), Robert (1867–1916, Handelsschulprofessor, Kaiserlicher Rat).

## Militärische Karriere und Auszeichnungen

Wappen Mully von Oppenried

Josef Mully gehörte der Genietruppe (heute Pioniere) an. Er war in zahlreichen Garnisonen der k.u.k. Armee eingesetzt, u. a. in Hermannstadt (heute Sibiu, Rumänien), Prag, Innsbruck, Temesvar (heute Timisoara, Rumänien), Budapest, Zara (heute Zadar, Kroatien). In seiner letzten Funktion war er Geniedirektor in Olmütz, wurde 1882 zum Generalmajor befördert und im gleichen Jahr aus gesundheitlichen Gründen pensioniert. Ebenso 1882 wurde ihm der Österreichische Adelsstand mit dem Zusatz „Edler von Oppenried“ verliehen.